# Grand Gedeh
Grand Gedeh és un comtat localitzat a la part est de Libèria. És un dels 15 comtats que comprenen el primer nivell de la seva divisió administrativa., té tres districtes. Zwedru (abans Tchien) serveix com a capital amb l'àrea del comtat. Té una superfície de 10.484 km², que en termes d'extensió és similar a la del Líban. Des del Cens de 2008, Grand Gedeh tenia 126.146 habitants, fent-lo el novè comtat més habitat de tota Libèria.
El superintendent del comtat de Grand Gedeh és Kai Farley. El comtat posseeix fronteres amb Nimba a l'oest, igual que amb Sinoe al sud-oest, i amb River Gee al sud-est. La part del nord del comtat de Grand Gedeh posseeix fronteres internacionals amb Costa d'Ivori. En el Cens de 1984, el comtat tenia 63.028 persones. El comtat és llar d'una gran població musulmana i també, molts dels seus residents provenen de Costa d'Ivori.
Es divideix en tres districtes: Gbarzon, Konobo, Tchien.

## Geografia
Grand Chedah té boscos tropicals més baixos que tenen turons de mida mitjana compostes per diverses valls i cursos d'aigua. Aquests boscos reben una precipitació molt elevada que va des dels 3.000 mm fins als 4.100 mm per any en dues estacions diferents. Té boscos perennes. Mentre que a les terres altes és propici per al cultiu d'arròs, les zones baixes són favorables per al ñame, cacau, plàtans, patates, verdures, cautxú, cafè i canya de sucre. El comtat de Grand Chedah té dos boscos comunitaris, Neezonnie, que ocupa una àrea de 42.424 ha i Blouquia, que ocupa una superfície de 43.796 ha. Hi ha tres àrees de plantació nacionals: el projecte de reforestació SIGA (247,2 ha), el projecte de reforestació EAC (59,2 ha i el projecte de reforestació WATRACE (58,4 ha. També comparteix la reserva nacional proposta del bosc de Grebo (97.136 ha) amb el comtat de River Gee.